# Shubuta
Shubuta è una città (town) degli Stati Uniti d'America, situata nella contea di Clarke, nello Stato del Mississippi.